# Aage V. Jensens Fonde
Die Aage V. Jensens Fonde sind gemeinnützige Umweltstiftungen, die auf den dänischen Bauunternehmer Aage V. Jensen (1911–1986) zurückgehen. Ihre Ziele sind Umweltschutz, Renaturierung, Wissensvermittlung und Forschungsförderung.
Es existieren derzeit drei Stiftungen: der dänische Aage V. Jensens Fond (gegründet 1977), die internationale Aage V. Jensen Charity Foundation mit Sitz in Liechtenstein und der Aage V. Jensen Naturfond von 2007.

## Aage V. Jensens Fond
Der 1977 gegründete Fonds nahm seine Arbeit nach dem Tod des Stifters 1986 auf. Die Einnahmen aus dem Stiftungsvermögen fließen in Projekte zum Naturschutz in Dänemark und Grönland, beispielsweise Veröffentlichungen, Forschungs- und Vermittlungsprojekte sowie naturwissenschaftliche Dokumentation.

## Aage V. Jensen Charity Foundation
Ziele der Stiftung sind Umwelt- und Tierschutz weltweit. Sie besitzt große Naturgebiete in Schottland und Südafrika. Andere Projekte fördern nachhaltige Forstwirtschaft in den tropischen Regenwäldern Südamerikas, Südostasiens und Afrikas. Dabei kooperiert man mit regionalen Partnern wie der Sabah Foundation und internationalen Organisationen wie dem WWF oder BirdLife International.
Mette Skov ist Vorsitzende der Aage V. Jensen Charity Foundation. Ihr Vater Leif Skov ist Vorstandsvorsitzender von Dansk Inveco, die als Verwaltungsgesellschaft der Stiftung auftritt.

## Aage V. Jensen Naturfond
2007 übertrug die Aage V. Jensen Charity Foundation 24 dänische Naturareale mit zusammen rund 14.000 ha an den neuen Aage V. Jensen Naturfond. Die Stiftung widmet sich dem Schutz und der Aufwertung großer Naturflächen und macht sie teilweise der interessierten Öffentlichkeit zugänglich. Dabei arbeitet sie mit zahlreichen Umweltschutzorganisationen zusammen, etwa Dansk Botanisk Forening, Danmarks Naturfredningsforening oder Dansk Ornitologisk Forening.
Aage V. Jensen Naturfond besitzt 28 Areale mit unterschiedlichem Schutzstatus in Dänemark mit zusammen ca. 18.000 ha (eigene Angabe, Stand 2014) und ist mit Abstand Dänemarks größter privater Grundbesitzer.

### Naturgebiete in Stiftungsbesitz (Auswahl)

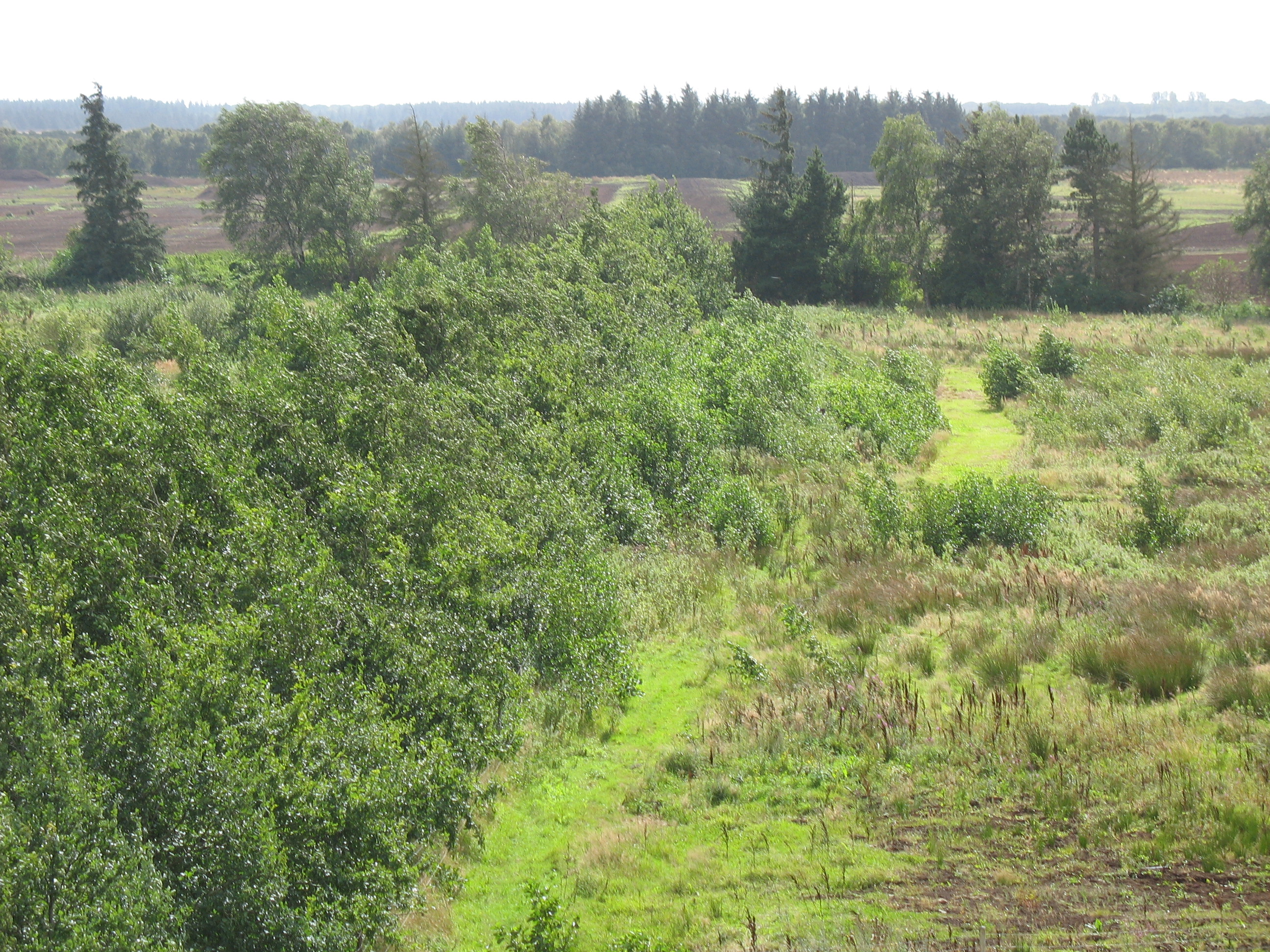
Lille Vildmose

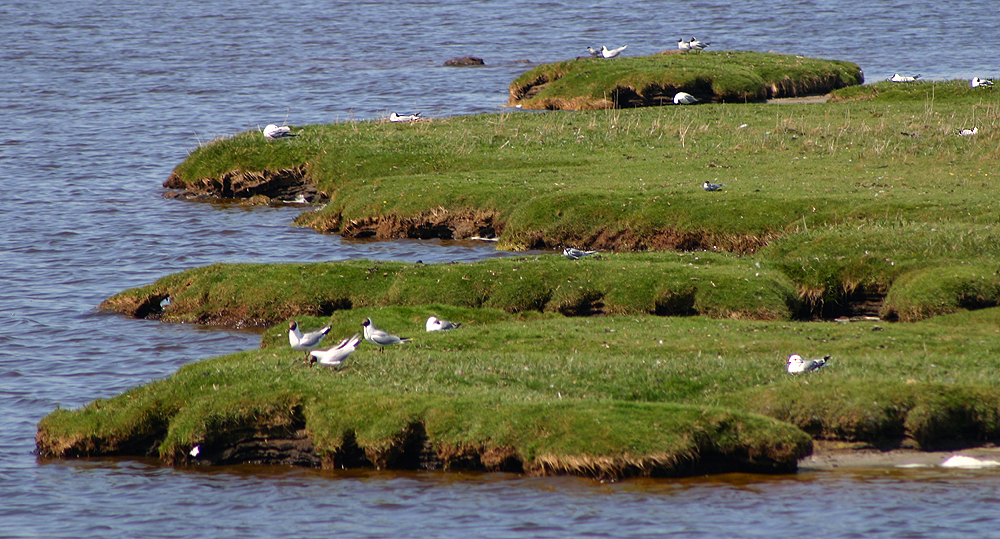
Vejlerne

- 1988/2003: Lille Vildmose – 1988 Erwerb von Høstemark Skov und Høstemark Mose; 2002 Tofte Skov, Tofte Mose und Portlandmosen; 2003 Mulbjerge
- 1995: Æbelø und Teile von Ejlinge. Wildzäune entfernt, Wirtschaftsgebäude abgebrochen, Entwässerungsgräben verfüllt, Nadelgehölze gerodet
- 1998: Rågø und Rågø Kalv, insgesamt 90 ha. Schutz bedrohter ursprünglicher Baum- und Buschvegetation
- 1993: Vejlerne, rund 5.500 ha am Limfjord zwischen Thisted und Fjerritslev. Entwicklung zu einem der wichtigsten Zugvögelrastplätze Nordeuropas. Über 300 Vogelarten, davon 130 alljährlich zur Brut
- 1999: Vaserne, ca. 14 ha große Naturfläche nördlich vom Furesø
- 1999: Ølundgaard (über 100 ha), trockengelegter Teil des Odense-Fjords. Renaturierung von Wasser-, Feucht- und Inselflächen
- 2000–2003: Hulsig og Råbjerg, ca. 1.200 ha Heideflächen. Rodung von Nadelgehölzen
- 2002: Mjels sø (Insel Alsen)
- 2003: Vorup enge, Feuchtgebiet (100 ha) unweit der Stadtmitte von Randers
- 2005: Vilsted Sø (850 ha) südlich von Løgstør
- 2010: Filsø bei Henne Strand, 2012 Wiederherstellung eines Sees aus seit 1852 trockengelegten Ackerflächen
- 2014: Gyldensteen Strand bei Bogense, Deiche durchstochen, Wiederherstellung einer Küstenlagune und eines Süßwassersees